# Barry McGuigan
Finbar Patrick 'Barry' McGuigan (Clones, condado de Monaghan, 28 de febrero de 1961) es un boxeador profesional irlandés retirado y actual promotor de boxeo. Se le apodó 'El Ciclón de Clones' (The Clones Cyclone), y se convirtió en campeón mundial  del peso pluma de la Asociación Mundial de Boxeo (AMB).

## Trayectoria
McGuigan fue muy popular entre los aficionados al boxeo irlandeses y británicos, y se le consideró  un símbolo de neutralidad y paz en un momento en el que Irlanda, lugar donde residía, estaba viéndose afectada por el conflicto de Irlanda del Norte. En 2005 ingresó en el Salón de la Fama del Boxeo Internacional.
Fundó, y es el actual presidente, de la Asociación de Boxeo Profesional (APB). Además, McGuigan es el fundador y director ejecutivo de CYCLONE PROMOTIONS, que dirige a diversos boxeadores, tales como el escocés Josh Taylor. Su padre fue el cantante Pat McGuigan (fallecido en 1987), quien interpretaba la canción "DANNY BOY" antes de los combates de su hijo. Como boxeador aficionado, McGuigan representó a Irlanda del Norte en los juegos de la  Mancomunidad Británica de Naciones en Edmonton en 1978 y a Irlanda en los juegos olímpicos de 1980 celebrados en Moscú. Más tarde adquirió la ciudadanía británica para poder competir por títulos británicos.
Durante su carrera profesional, McGuigan peleó en diversas localidades de Irlanda y Gran Bretaña y atrajo a un gran número de seguidores a mediados de la década de 1980, particularmente en Belfast, cuyo recinto boxístico llenaba regularmente.
McGuigan es de religión católica y, en un momento en que los católicos y los protestantes se enfrentaban a causa del conflicto de Irlanda del Norte, contrajo matrimonio con una protestante, de nombre Sandra, con quien sigue casado después de tres décadas.
Su hija Danika, falleció el 23 de julio de 2019 rodeada de su familia, a causa de un cáncer.
| Carrera profesional      | Carrera profesional                      |
| ------------------------ | ---------------------------------------- |
| Número total de combates | 35                                       |
| Combates ganados         | 32 (28 de ellos por KO y 4 a los puntos) |
| Combates perdidos        | 3 (1 por KO técnico y 2 a los puntos)    |
| Combates nulos           | 0                                        |

| N.º | Resultado | Balance | Rival                   |      | Asalto  | Fecha      | Localidad   |
| --- | --------- | ------- | ----------------------- | ---- | ------- | ---------- | ----------- |
| 35  | Derrota   | 32-3    | Jim McDonnell           | KOT  | 4 (10)  | 21/5/1989  | Mánchester  |
| 34  | Victoria  | 32-2    | Julio César Miranda     | KOT  | 8 (10)  | 1/12/1988  | Londres     |
| 33  | Victoria  | 31-2    | Francisco Tomas da Cruz | KOT  | 4 (10)  | 25/6/1988  | Luton       |
| 32  | Victoria  | 30-2    | Nicky Pérez             | KO   | 4 (10)  | 4/4/1988   | Londres     |
| 31  | Derrota   | 29-2    | Steve Cruz              | PTS  | 15      | 23/6/1986  | Las Vegas   |
| 30  | Victoria  | 29-1    | Danilo Cabrera          | KOT  | 14 (15) | 15/2/1986  | Dublín      |
| 29  | Victoria  | 28-1    | Bernard Taylor          | KOT  | 8 (15)  | 28/9/1985  | Belfast     |
| 28  | Victoria  | 27-1    | Eusebio Pedroza         | PTS  | 15      | 8/6/1985   | Londres     |
| 27  | Victoria  | 26-1    | Farid Gallouze          | KOT  | 2 (12)  | 26/3/1985  | Londres     |
| 26  | Victoria  | 25-1    | Juan Laporte            | PTS  | 10      | 23/2/1985  | Belfast     |
| 25  | Victoria  | 24-1    | Clyde Ruan              | KO   | 4 (12)  | 19/12/1984 | Belfast     |
| 24  | Victoria  | 23-1    | Felipe Orozco           | KO   | 2 (10)  | 13/10/1984 | Belfast     |
| 23  | Victoria  | 22-1    | Paul De Vorce           | KOT  | 5 (10)  | 30/6/1984  | Belfast     |
| 22  | Victoria  | 21-1    | Esteban Eguía           | KOT  | 3 (12)  | 5/6/1984   | Londres     |
| 21  | Victoria  | 20-1    | José Caba               | KOT  | 7 (10)  | 4/4/1984   | Belfast     |
| 20  | Victoria  | 19-1    | Charm Chiteule          | KOT  | 10 (10) | 25/1/1984  | Belfast     |
| 19  | Victoria  | 18-1    | Valerio Nati            | KO   | 6 (12)  | 16/11/1983 | Belfast     |
| 18  | Victoria  | 17-1    | Rubén Darío Herasme     | KO   | 2 (10)  | 5/10/1983  | Belfast     |
| 17  | Victoria  | 16-1    | Lavon McGowan           | KO   | 1 (10)  | 9/7/1983   | Chicago     |
| 16  | Victoria  | 15-1    | Samuel Meck             | RET. | 6 (10)  | 22/5/1983  | Navan       |
| 15  | Victoria  | 14-1    | Vernon Penprase         | KOT  | 2 (12)  | 12/4/1983  | Belfast     |
| 14  | Victoria  | 13-1    | Paul Huggins            | KOT  | 5 (12)  | 9/11/1982  | Belfast     |
| 13  | Victoria  | 12-1    | Jimmy Duncan            | RET. | 4 (10)  | 5/10/1982  | Belfast     |
| 12  | Victoria  | 11-1    | Young Alí               | KO   | 6 (8)   | 14/6/1982  | Londres     |
| 11  | Victoria  | 10-1    | Gary Lucas              | KO   | 1 (8)   | 22/4/1982  | Enniskillen |
| 10  | Victoria  | 9-1     | Angelo Licata           | KOT  | 2 (8)   | 23/3/1982  | Belfast     |
| 9   | Victoria  | 8-1     | Ángel Oliver            | KOT  | 3 (8)   | 23/2/1982  | Belfast     |
| 8   | Victoria  | 7-1     | Ian Murray              | KOT  | 3 (8)   | 8/2/1982   | Londres     |
| 7   | Victoria  | 6-1     | José Luis de la Sagra   | PTS  | 8       | 27/1/1982  | Belfast     |
| 6   | Victoria  | 5-1     | Peter Eubanks           | KOT  | 8 (8)   | 8/12/1981  | Belfast     |
| 5   | Victoria  | 4-1     | Terry Pizzaro           | KOT  | 4 (8)   | 26/10/1981 | Belfast     |
| 4   | Victoria  | 3-1     | Jean-Marc Renard        | PTS  | 8       | 22/9/1981  | Belfast     |
| 3   | Derrota   | 2-1     | Peter Eubanks           | PTS  | 8       | 3/8/1981   | Brighton    |
| 2   | Victoria  | 2-0     | Gary Lucas              | KOT  | 4 (6)   | 20/6/1981  | Londres     |
| 1   | Victoria  | 1-0     | Selvin Bell             | KOT  | 2 (6)   | 10/5/1981  | Dublín      |

| Notas |
| --- |
| En su último combate, ante Jim Mc Donnell, el árbitro detuvo la pelea por los cortes que presentaba Barry McGuigan (21 de mayo de 1989). |
| Pierde el título mundial del peso pluma de la AMB ante Steve Cruz (23 de junio de 1986).                                                 |
| Retiene el título mundial del peso pluma de la AMB ante Danilo Cabrera (15 de febrero de 1986).                                          |
| Retiene el título mundial del peso pluma de la AMB ante Bernard Taylor (28 de septiembre de 1985).                                       |
| Gana el título mundial del peso pluma de la AMB ante Eusebio Pedroza (8 de junio de 1985).                                               |
| Retiene el título europeo del peso pluma ante Farid Gallouze (26 de marzo de 1985).                                                      |
| Retiene los títulos europeo y británico del peso pluma ante Clyde Ruan (19 de diciembre de 1984).                                        |
| Retiene el título europeo del peso pluma ante Esteban Eguía (5 de junio de 1984).                                                        |
| Gana el título europeo del peso pluma ante Valerio Nati (16 de noviembre de 1983).                                                       |
| Gana el título británico del peso pluma ante Vernon Penprase (12 de abril de 1983).                                                      |
| Hizo su debut profesional ante Selvin Bell (10 de mayo de 1981).                                                                         |